# Boží hrob

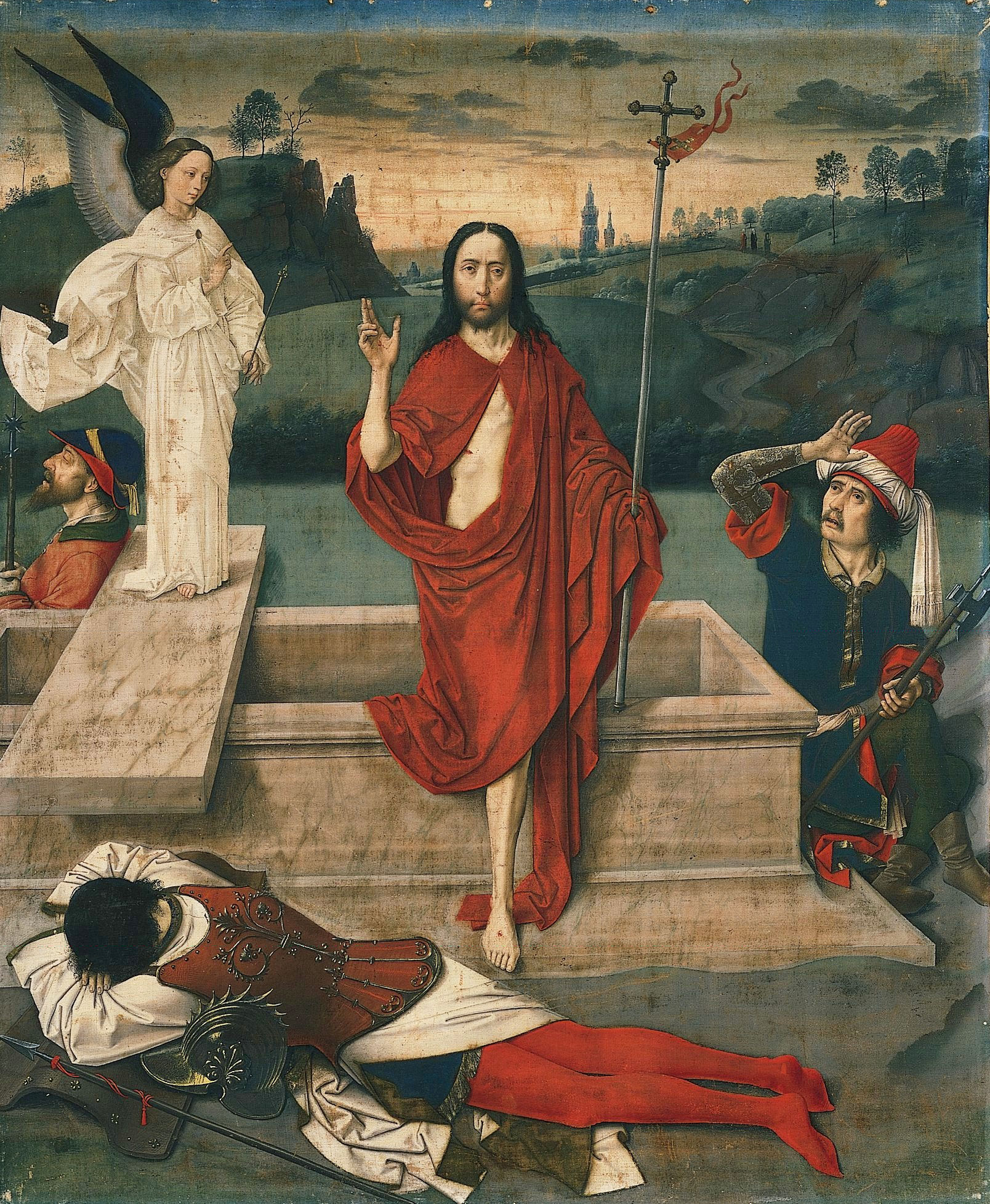
Boží hrob dle představy Dierika Boutse ve scéně Zmrtvýchvstání Krista

Boží hrob je označení hrobu poblíž popraviště na Golgotě, do kterého bylo podle evangelií uloženo tělo Ježíše Krista po jeho ukřižování a ze kterého třetího dne vstal z mrtvých. Podle tradice se nachází uvnitř baziliky Božího hrobu v Křesťanské čtvrti Jeruzaléma.
Boží hrob je také název pro zobrazení tohoto hrobu, zejména v podobě stavbičky (kaple Božího hrobu) napodobující svatyňku uvnitř jeruzalémského chrámu nebo plastickým zpodobnění skalního hrobu s Ježíšem vystavovaného od středověku v katolických kostelích o Velikonocích.

## V evangeliích
Podle evangelií se jednalo o nový hrob Josefa Arimatejského, který si od Piláta vyžádal Ježíšovo tělo, a byl vytesaný do skály v zahradě, která se nacházela v místech ukřižování. Ježíšovo tělo bylo ošetřeno mastmi a zabaleno do pláten a vchod do hrobu uzavřen velkým kamenem. Pilát nechal vchod zapečetit a strážit, aby zabránil Ježíšovým příznivcům tajně tělo odnést a falešně oznamovat jeho vzkříšení.
V neděli, po sobotním svátku, byl nalezen odvalený kámen a prázdný hrob. Detaily líčení se v jednotlivých evangeliích různí. Prázdný hrob nalezla Marie z Magdaly, případně s dalšími ženami, které přišly zaopatřit tělo vonnými mastmi. V hrobě se nalézalo jen plátno, ve kterém bylo tělo zabaleno, a zjevil se anděl nebo dvojice andělů, kteří zvěstovali Ježíšovo vzkříšení. Podle Janova evangelia prohlédli hrob Petr a milovaný učedník (tradičně Jan Evangelista) a Marii se u hrobu kromě andělů zjevil i sám Ježíš, ještě před svým nanebevstoupením.

## V jeruzalémském chrámu

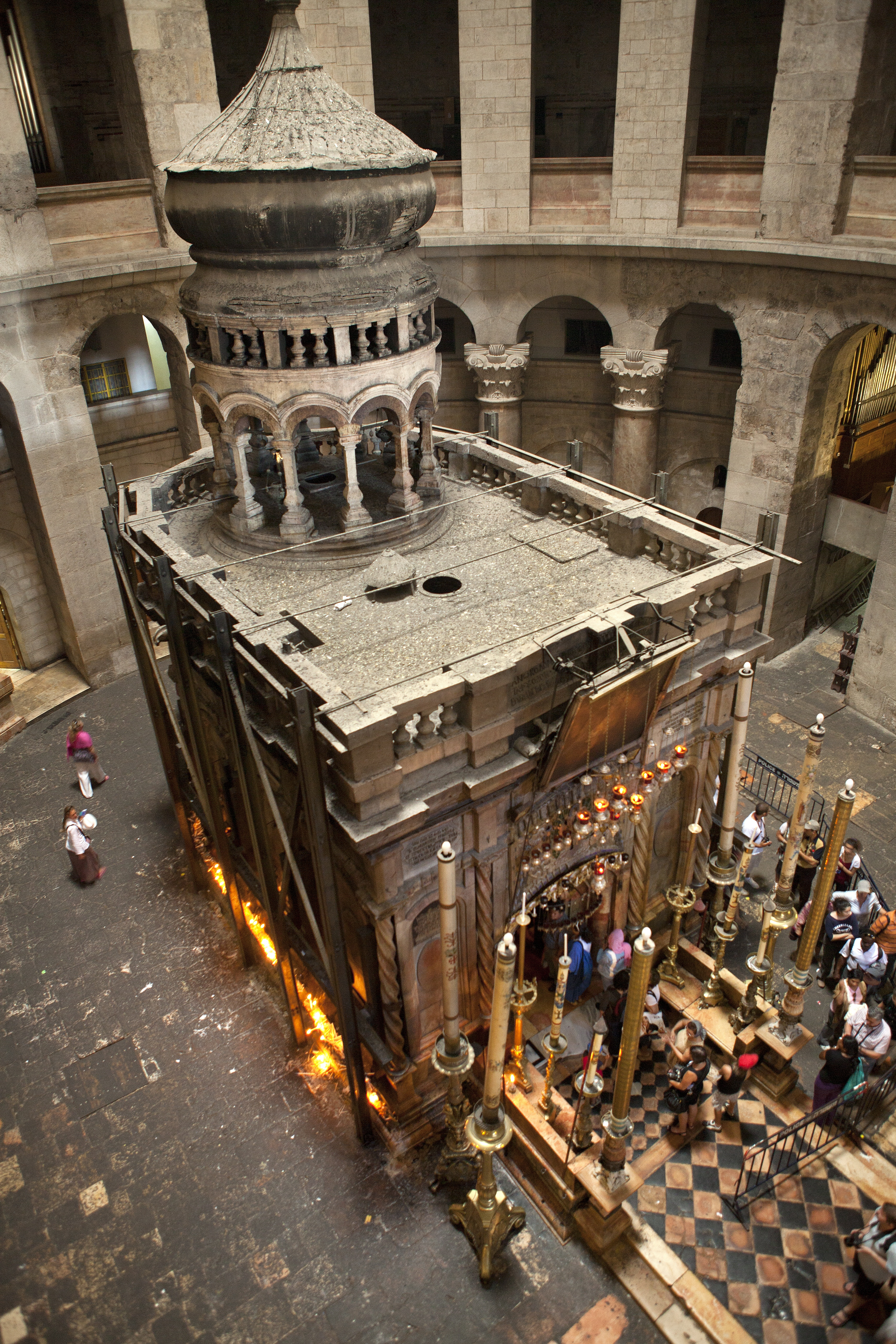
Edikula s Božím hrobem v jeruzalémském chrámu

Boží hrob měl být objeven v Jeruzalémě na začátku 4. století zásluhou svaté Heleny, která měla též objevit Pravý kříž. První chrám nad hrobem postavil její syn, císař Konstantin a stal se od té doby poutním místem. Místo bylo opakovaně poničeno a přestavováno, dnešní chrám je výsledkem rekonstrukce po požáru v 19. století.
Boží hrob se nachází v malé svatyni, tzv. edikule, uvnitř chrámu. Vlastní hrob sestává ze dvou prostor (kaplí). Přední je Andělská kaple s kamenem, který má být fragment kamene uzavírající hrobku a na kterém dle evangelií seděl anděl zvěstující Ježíšovo vzkříšení. Druhá místnost je vlastní pohřební komora, kde mělo být uloženo Ježíšovo tělo.

## V katolických kostelech

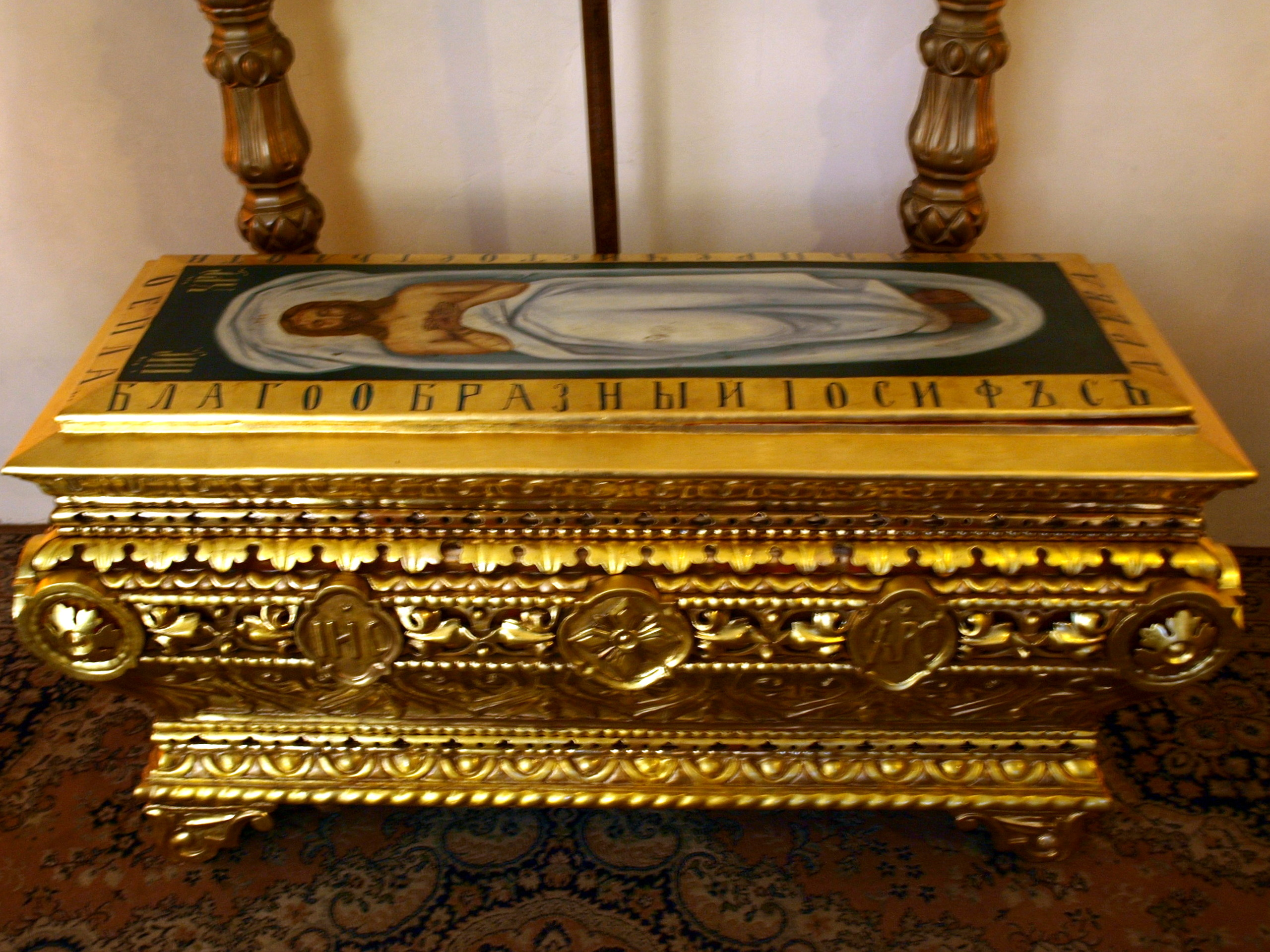
Symbolický Boží hrob v pravoslavném chrámu sv. Cyrila a Metoděje v Praze

Boží hrob je název symbolického zpodobnění Kristova hrobu, které se v katolické církvi tradičně staví v kostelích každoročně o Velikonocích. Do něj se obvykle po skončení velkopátečních obřadů, popřípadě už po přijímání na Zelený čtvrtek ukládá eucharistie. V Bílou sobotu u něj věřící drží stráž – takzvané bdění.